# Nils Ibstedt
Nils Emil Assar Ibstedt, född 6 september 1926, död 21 maj 2020,  var en svensk japanmissionär inom pingströrelsen, författare, konstnär och arkitekt.
Ibstedt utbildade sig till byggnadsingenjör, men blev frälst och började studera på bibelskolor i Malmö Filadelfia och Stockholm Filadelfia under början 1950-talet.
Han arbetade som missionär, bibellärare och kyrkoarkitekt i Japan från 1961 till 1991.

## Utbildning och verksamhet
Ibstedt utexaminerades som byggnadsingenjör vid Högre Tekniska Läroverket i Malmö 1948. Han studerade arkitektur för professorerna Fritz Jaenecke och Sten Samuelsson i samband med anställning på deras arkitektkontor 1949 till 1952.  Som arkitekt ritade han fyra pingstkyrkor: i Habo, Bjärnum, Eslöv och Emmaboda samt flera kyrkor i Japan.
Ibstedt utbildade sig till evangelist och pastor vid bibelskolor i Filadelfiakyrkan i Stockholm åren 1951-53. Lärare där var bland andra Levi Pehtrus, Samuel Nyström, Allan Törnberg, Tage Sjöberg samt Georg Gustavsson. Han vidareutbildade sig till missionär genom studier i teologi och engelska vid Assemblies of God´s Bible College i Kenley i London (rektor: Donald Gee), och vid Elim Bible College (rektor: John Bradley) under åren1957 – 1960. Japanska studerade han vid Naganuma Nipongo Gakko, Tokyo.
Under åren 1982-1991 undervisade han i eskatologi vid Kansai Bible Institute i Nishinomiya Japan.
Sedan han första hustru dött arbetade han tillsammans med Mirjam, född 19380804, som kom att bli hans nya hustru.
Ibstedt skrev tio böcker som han själv illustrerade.